# Сор (залив Байкала)
Сор — местное название мелководных заливов озера Байкал, отделённых от него песчаными островками-косами.

## Происхождение названия
Слово сор, вероятно, привнесено как географический термин русскими землепроходцами XVII века при освоении Прибайкалья. Первоначальное распространение слова отмечено в русских говорах Западной Сибири в бассейне реки Оби, в значении «залив, заливаемое при половодье место», где слово сор имеет хантыйские корни.

## Краткое описание
В современном Байкале выделяют пять крупных соров: Посольский сор, залив Сор-Черкалово, залив Провал, Ангарский сор и озеро-сор Арангатуй. Все соры расположены на северной и восточной стороне озера-моря. Как правило, сор отделён от глубоководной части Байкала цепью островков-отмелей, называемых карга́ми, которые в свою очередь разделены проливами, носящими название про́рвы. По мере размывания отмелей сор может превратиться в полноценный залив Байкала: примером служит Чивыркуйский залив, в XIX веке представлявший собой типичный сор. Глубина соров не превышает 10 метров и вода хорошо прогревается, дно занято водной растительностью, где в изобилии обитает так называемая «соровая рыба» — сорога, карась, щука, окунь и др.

## Заливы-соры Байкала
|   | сор                 | площадь (км²) | длина (км) | ширина (км) | максимальная глубина (м) | альтернативное название                      |
| - | ------------------- | ------------- | ---------- | ----------- | ------------------------ | -------------------------------------------- |
| 1 | Ангарский сор       | ?             | 19         | 10          | ?                        | Верхне-Ангарский сор, Северо-Байкальский сор |
| 2 | озеро Арангатуй     | 54,2          | 13,3       | 7,5         | 12                       | Большой и Малый Арангатуй                    |
| 3 | Посольский сор      | ~40           | 10         | 4,85        | 4                        | залив Сор, Сор Посольского монастыря         |
| 4 | залив Провал        | ~200          | 25         | 13          | 6                        | Дубининский сор                              |
| 5 | залив Сор-Черкалово | ~50—60        | 12         | 5,2         | 2,5                      | Истоминский сор, Истокский сор               |